# A BEST
『A BEST』（エー・ベスト）は、日本の歌手・浜崎あゆみ初のベスト・アルバム（「A BEST」の「A」はロゴ表記）。2001年3月28日にavex traxより発売。

## 概要
2001年3月に発売された自身初のベストアルバム。デビューから3年間の1998年から2000年まで20世紀に発売されたシングル・アルバムから浜崎自身が選曲して収録されており、2001年当時発売済みであった20thシングル「evolution」と21stシングル「NEVER EVER」は収録されていない(いずれも次作「A BEST 2」に収録されている)。また、選考対象年に発表されたシングルのうち、1st「poker face」、2nd「YOU」、4th「For My Dear...」、6th「WHATEVER」、7th両A面曲「LOVE〜since 1999〜」、10th「A」のうちの「monochrome」、「too late」、12th「kanariya」、18th「AUDIENCE」が選曲から外れている。
本作に収録された楽曲のうち「A Song for ××」、「Trust」、「Depend on you」の3曲は、ボーカルの新録音とミックスの変更が成されており、ブックレットにも『New Vocal & Mix』と表記されている。また、表記こそされてはいないが、「End roll」もボーカルを新録音、ミックスのアレンジが成され、「Boys & Girls」はボーカルは原曲通りでアレンジのみ生音に近いものに変更されている。「TO BE」、「appears」と「Fly high」は、2ndアルバム『LOVEppears』のミックスで収録されている。初回限定盤のジャケットは、6パターンある（紙箱のデザインは共通で、CDブックレットの写真が異なる）。
2017年6月23日には高速道路のSA/PAやホームセンター・ドラッグストア・催事場などの特販向け商品として、avex clubより廉価盤として再発売された。

## リリースマーケティング、制作風景、エピソード
当時、avexが強制的に発売したため、浜崎自身は2004年の『スーパーテレビ』のインタビューで、「自分はavexの大切な商品なんだなと思った」と皮肉交りに回想し、嫌気が差して引退も考えたという。その抵抗感を表すべく浜崎自身のアイデアでエイベックスから勝手に発売された事への憤慨として、涙を流すジャケットが採用された。また、本人の希望で本作発売時に合わせて、あらゆる雑誌の表紙を徹底的にジャックした。
結果的に売れた事に対しては浜崎本人は必ずしも否定的では無かったが、前述の通り、ベストアルバムを勝手にリリースされた事への不満が強まった事から、15年後の2016年に、本人のプロデュースに依り、当アルバムをリマスターする形で改めて当作品の再発売盤を発売するに至った。

## チャート成績
当時人気絶頂の宇多田ヒカルの2ndアルバム『Distance』と同日発売に敢えてぶつけたことでセールス争いは加熱し、発売前からワイドショーで盛んに報じられた。また、発売日までのカウントダウンCMを放映し、渋谷駅を広告で一面中ジャックするなどプロモーションには莫大な投資がされた。その結果、初回出荷枚数は350万枚、バックオーダーを含めた初日出荷枚数は400万枚を記録。自身最高となる初動約287万枚（オリコン）を記録してオリコンアルバムチャートで2位となり、順位・売上共に『Distance』（初動約300万枚）には及ばなかったものの、翌週には「Distance」を逆転し1位を獲得、オリコン歴代アルバム売上ランキングでは6位となった。2001年度の売上年間ランキングは2位で、年間1位を獲得していない作品では『B'z The Best "Treasure"』（B'z）に次ぐ歴代2位の売上となっている。2010年時点での累計売上はエイベックスの発表で450万枚。また、オリコン調べでは自身最高のアルバム売上を記録している。
プラネット・サウンドスキャンジャパンのアルバムチャートでは初登場から3週連続2位となっており、1位は獲得していない。
尚、日本含む全世界トータルセールスは500万枚を突破している。
音楽配信でも2021年現在も度々上位にランクインするなど、長期に渡りヒットし続けている異例のベストアルバムといえる。

## A BEST -15th Anniversary Edition-
本作『A BEST』リリースから15年後である2016年3月28日に、リマスター盤『A BEST -15th Anniversary Edition-』（エー・ベスト -フィフティーンス アニバーサリー エディション-）が発売。こちらは浜崎公認である。ローリング・ストーンズ、ポール・マッカートニー、エルトン・ジョン等を手がけるスティーブン・マーカソンが収録曲全てのリマスタリングを担当し、さらに収録曲のPVが収録されたDVD/Blu-rayが追加。
初回限定豪華盤には、浅田真央、仲里依紗、古市憲寿、綾小路翔等によるライナーノーツが封入されている他、制作当時の浜崎本人による手書きの歌詞が公開される。また、リリースに先駆けて同年3月25日には「A Song for ××」、「Trust」、「Depend on you」のアカペラバージョンが配信限定のボーナストラックとしてiTunes、レコチョク等で配信される（ボーカルの音源は本作の音源が使用されている）。

## 収録曲
| 全作詞: ayumi hamasaki。 |                                     |                |                           |                                   |      |
| #                        | タイトル                            | 作詞           | 作曲                      | 編曲                              | 時間 |
| 1.                       | 「A Song for ×× (New Vocal & Mix)」 | ayumi hamasaki | Yasuhiko Hosino           | Akimitsu Honma                    | 4:46 |
| 2.                       | 「Trust (New Vocal & Mix)」         | ayumi hamasaki | Takashi Kimura            | Akimitsu Honma、Takashi Kimura    | 4:49 |
| 3.                       | 「Depend on you (New Vocal & Mix)」 | ayumi hamasaki | Kazuhito Kikuchi          | Akimitsu Honma、Takashi Morio     | 4:20 |
| 4.                       | 「LOVE 〜Destiny〜」                | ayumi hamasaki | Tsunku                    | Shingo Kobayashi、Yasuaki Maejima | 4:56 |
| 5.                       | 「TO BE」                           | ayumi hamasaki | D・A・I                   | Naoto Suzuki、D・A・I             | 5:18 |
| 6.                       | 「Boys & Girls」                    | ayumi hamasaki | D・A・I                   | Naoto Suzuki、D・A・I             | 3:56 |
| 7.                       | 「Trauma」                          | ayumi hamasaki | D・A・I                   | Naoto Suzuki、D・A・I             | 4:18 |
| 8.                       | 「End roll」                        | ayumi hamasaki | D・A・I                   | Naoto Suzuki、D・A・I             | 4:49 |
| 9.                       | 「appears」                         | ayumi hamasaki | Kazuhito Kikuchi          | HΛL                               | 5:39 |
| 10.                      | 「Fly high」                        | ayumi hamasaki | D・A・I                   | HΛL                               | 4:09 |
| 11.                      | 「vogue」                           | ayumi hamasaki | Kazuhito Kikuchi          | Naoto Suzuki、Kazuhito Kikuchi    | 4:28 |
| 12.                      | 「Far away」                        | ayumi hamasaki | Kazuhito Kikuchi、D・A・I | HΛL                               | 5:35 |
| 13.                      | 「SEASONS」                         | ayumi hamasaki | D・A・I                   | Naoto Suzuki                      | 4:23 |
| 14.                      | 「SURREAL」                         | ayumi hamasaki | Kazuhito Kikuchi          | HΛL                               | 4:43 |
| 15.                      | 「ℳ」                               | ayumi hamasaki | CREA                      | HΛL                               | 4:30 |
| 16.                      | 「Who...」                          | ayumi hamasaki | Kazuhito Kikuchi          | Naoto Suzuki                      | 5:38 |
| 合計時間:                | 合計時間:                           | 合計時間:      | 合計時間:                 | 76:17                             |      |

### 「-15th Anniversary Edition-」付属内容
| #   | タイトル                                     | 作詞 | 作曲・編曲 |
| --- | -------------------------------------------- | ---- | ---------- |
| 1.  | 「 Trust」(video clip)                       |      |            |
| 2.  | 「 Depend on you」(video clip)               |      |            |
| 3.  | 「 LOVE 〜Destiny〜」(video clip)            |      |            |
| 4.  | 「 TO BE」(video clip)                       |      |            |
| 5.  | 「 Boys & Girls」(video clip)                |      |            |
| 6.  | 「 appears」(video clip)                     |      |            |
| 7.  | 「 Fly high」(video clip)                    |      |            |
| 8.  | 「 vogue 〜Far away 〜 SEASONS」(video clip) |      |            |
| 9.  | 「 SURREAL」(video clip)                     |      |            |
| 10. | 「 ℳ」(video clip)                           |      |            |

## 楽曲解説
1. A Song for ×× (New Vocal & Mix)
1stアルバム『A Song for ××』表題曲。
2. Trust (New Vocal & Mix)
3rdシングル。
3. Depend on you (New Vocal & Mix)
5thシングル。
4. LOVE 〜Destiny〜
7thシングル、アルバム初収録。
5. TO BE
8thシングル。
6. Boys & Girls
9thシングル。
7. Trauma
10thシングル『A』収録曲。
8. End roll
10thシングル『A』収録曲。
9. appears
11thシングル。
10. Fly high
13thシングル。
11. vogue
14thシングル。
12. Far away
15thシングル。
13. SEASONS
16thシングル。
14. SURREAL
17thシングル。
15. ℳ
19thシングル、アルバム初収録。
4thアルバム『I am...』にも再収録。
16. Who...
2ndアルバム『LOVEppears』収録曲。
独立したトラックとしての収録は本作が初である（『LOVEppears』収録時は「kanariya」と繋がるように編集されていたため厳密にはオリジナルと同一音源ではなかった）。

## タイアップ
※ は、本人出演によるもの。
Trust
花王「AUBE」CMソング
Depend on you
TBS系列「COUNT DOWN TV」98年12月エンディングテーマ曲
PSゲームソフト「サウザンドアームズ」オープニングテーマ曲
LOVE〜Destiny〜
CX系ドラマ「セミダブル」挿入歌
TO BE
JT「桃の天然水」CMソング ※
Boys & Girls
花王「AUBE」CMソング ※
マクドナルド「平成バーガー」CMソング（2023年起用）
Trauma
JT「桃の天然水」CMソング ※
End roll
森永製菓「こんがりショコラ」CMソング ※
appears
花王「AUBE」CMソング ※
Fly high
ライコスCMソング ※
vogue
コーセー「VISSE」CMソング ※
Far away
TU-KA CMソング ※
SEASONS
CX系月9ドラマ「天気予報の恋人」主題歌
SURREAL
たかの友梨ビューティークリニックCMソング ※
ℳ
TU-KA CMソング ※
Who...
映画「月」主題歌